# Cryphia ramosana
Cryphia ramosana là một loài bướm đêm trong họ Noctuidae.